# Ponte dell'Olio
Ponte dell'Olio is een gemeente in de Italiaanse provincie Piacenza (regio Emilia-Romagna) en telt 4917 inwoners (31-12-2004). De oppervlakte bedraagt 44,0 km², de bevolkingsdichtheid is 112 inwoners per km².
De volgende frazioni maken deel uit van de gemeente: Folignano, Torrano, Zaffignano, Castione, Sarmata, Monte Santo, Biana, Cassano.

## Demografie
Ponte dell'Olio telt ongeveer 2090 huishoudens. Het aantal inwoners daalde in de periode 1991-2001 met 0,1% volgens cijfers uit de tienjaarlijkse volkstellingen van ISTAT.
| Jaar | Inwoneraantal |
| ---- | ------------- |
| 1991 | 4827          |
| 2001 | 4823          |

## Geografie
De gemeente ligt op ongeveer 217 m boven zeeniveau.
Ponte dell'Olio grenst aan de volgende gemeenten: Bettola, Gropparello, San Giorgio Piacentino, Rivergaro, Travo, Vigolzone.

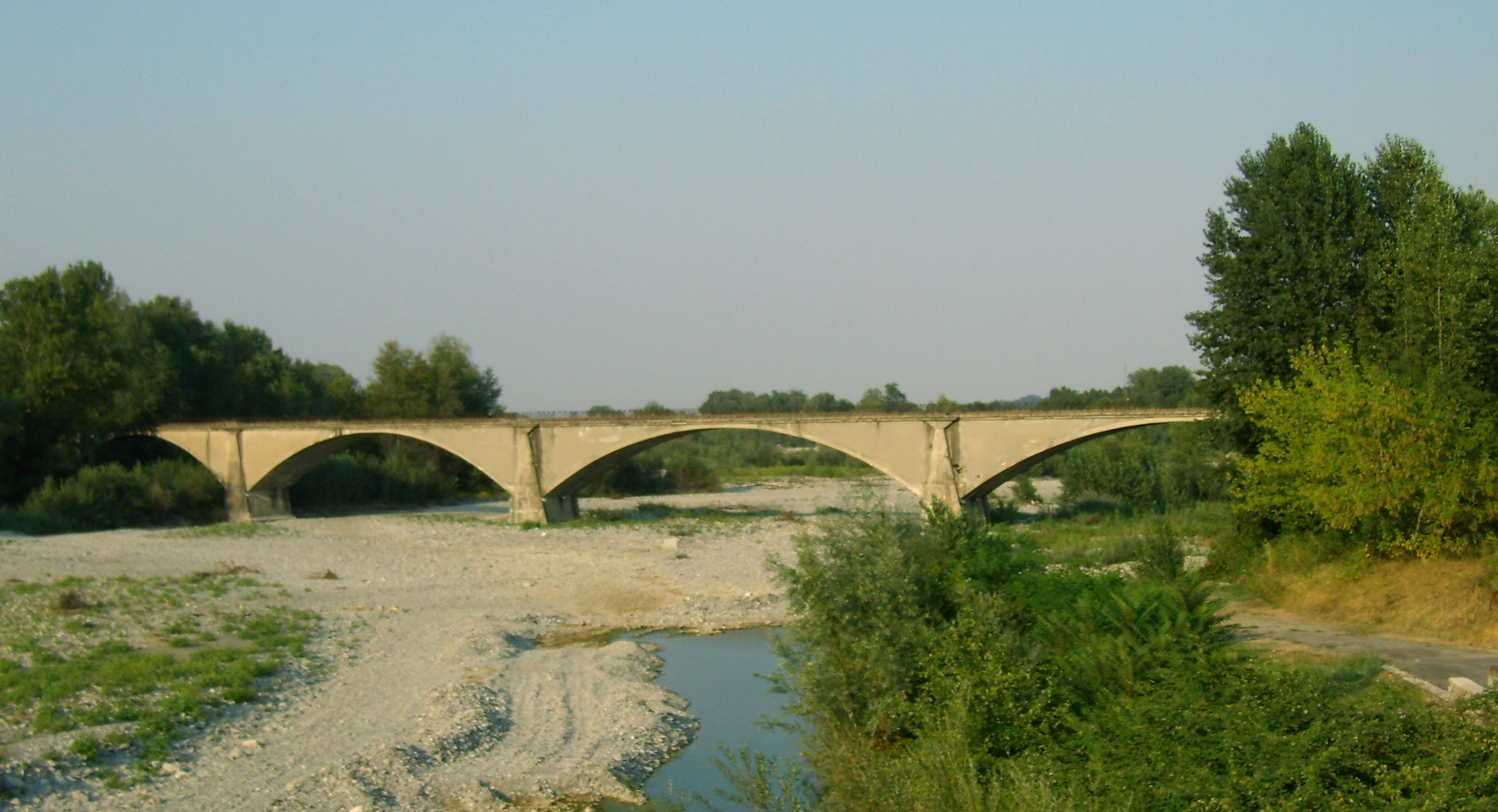
Spoorbrug in Ponte dell'Olio

Agazzano · Alseno · Alta Val Tidone · Besenzone · Bettola · Bobbio · Borgonovo Val Tidone · Cadeo · Calendasco · Caorso · Carpaneto Piacentino · Castel San Giovanni · Castell'Arquato · Castelvetro Piacentino · Cerignale · Coli · Corte Brugnatella · Cortemaggiore · Farini · Ferriere · Fiorenzuola d'Arda · Gazzola · Gossolengo · Gragnano Trebbiense · Gropparello · Lugagnano Val d'Arda · Monticelli d'Ongina · Morfasso · Ottone · Piacenza · Pianello Val Tidone · Piozzano · Podenzano · Ponte dell'Olio · Pontenure · Rivergaro · Rottofreno · San Giorgio Piacentino · San Pietro in Cerro · Sarmato · Travo · Vernasca · Vigolzone · Villanova sull'Arda · Zerba · Ziano Piacentino
- Virtual International Authority File: 241726957

1. ↑  https://demo.istat.it/?l=it.